# Pat Cox

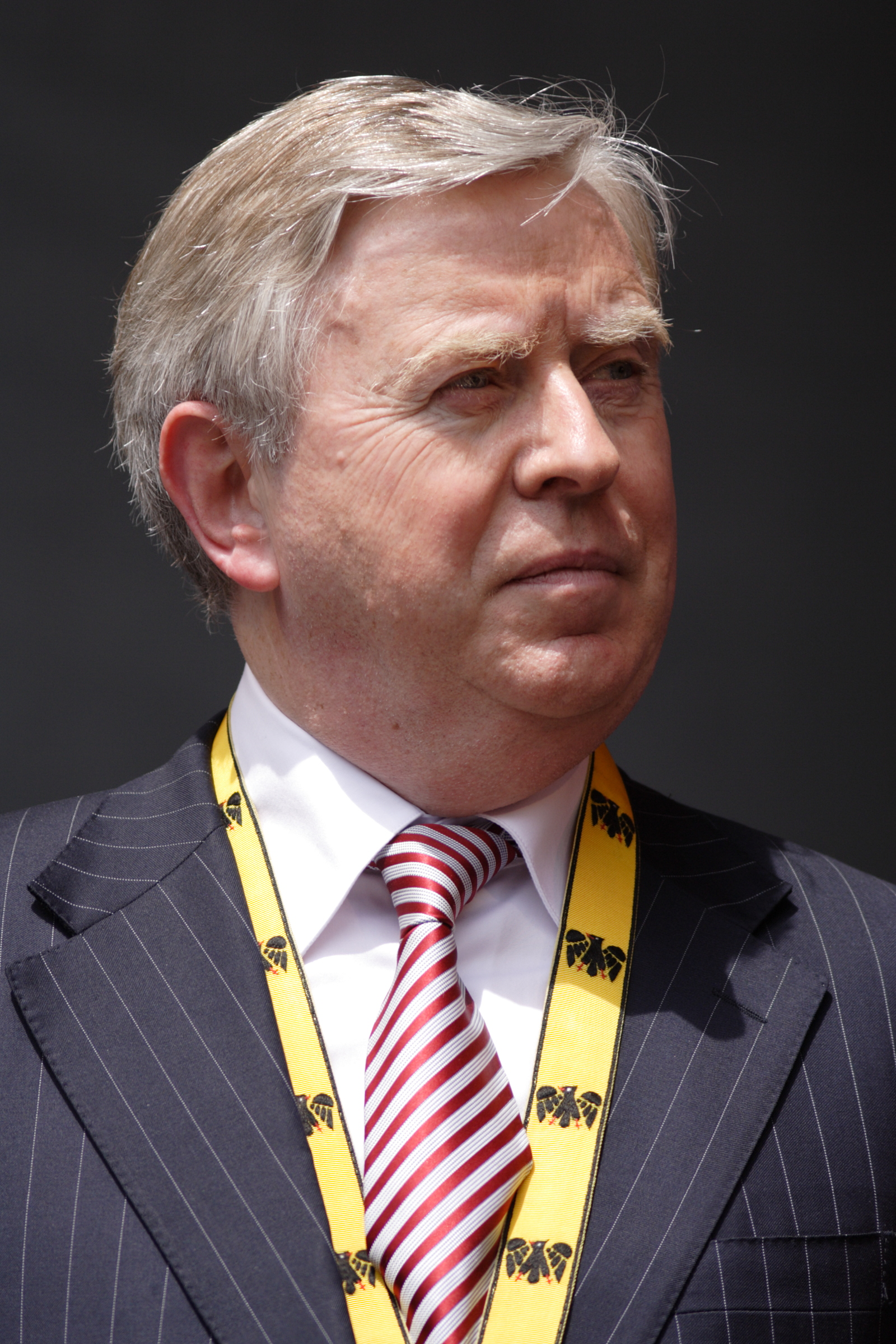
Pat Cox, 2009

Pat Cox (irisch Pádraig Mac an Choiligh; * 28. November 1952 in Dublin) war von 2002 bis 2004 Präsident des Europäischen Parlaments und irischer Europa-Abgeordneter. Zuletzt war er Präsident der Europäischen Bewegung International.

## Leben
Pat Cox studierte am Trinity College in Dublin Wirtschaftswissenschaften. Von 1974 bis 1982 war er Lehrbeauftragter in Dublin, anschließend an der Universität Limerick. Zwischen 1982 und 1986 war er als Journalist für das Fernsehprogramm Today Tonight tätig.
Seine politische Laufbahn begann mit der Gründung der liberalen Partei Progressive Democrats (PD) 1985, deren Generalsekretär er wurde. 1989 wurde er in das Europäische Parlament gewählt. Nachdem sich die PD 1992 erstmals an einer Koalitionsregierung beteiligte, zog er in das irische Parlament ein und wurde finanzpolitischer Sprecher.
1994 zog Cox erneut in das Europäische Parlament ein und wurde stellvertretender Finanzvorsitzender. 1998 wurde er Fraktionsvorsitzender der ELDR (Europäische liberale, demokratische und Reformpartei). 1999 trat er nach dem irischen Mehrheitswahlrecht bei den Europawahlen an und vertrat die irische Region Munster. Im Jahr 2002 löste er aufgrund einer konservativ-liberalen Absprache die Französin Nicole Fontaine als Präsident des Parlaments ab. Sein Nachfolger als Fraktionsvorsitzender wurde der Schotte Graham Watson.
In Würdigung seiner Verdienste um die EU-Erweiterung und Demokratisierung der Europäischen Union wurde er am 20. Mai 2004 in Aachen mit dem Karlspreis ausgezeichnet.
Für die Europawahl 2004 verzichtete Cox auf eine erneute Kandidatur und schied damit im Juni des Jahres aus dem Europäischen Parlament aus. Er galt zu diesem Zeitpunkt als aussichtsreicher Nachfolger für den damaligen Kommissionspräsidenten Romano Prodi.
Von 2006 bis November 2011 war Cox Präsident der Europäischen Bewegung. Ab Juni 2010 führte Pat Cox als Direktor die schließlich erfolgreiche Pro-Lissabon-Kampagne Ireland for Europe. Er hatte deshalb sein Amt vorübergehend an Charles-Ferdinand Nothomb abgegeben.
2009 wurde er als Kandidat für die irische Position in der Europäischen Kommission gehandelt. Trotz seines Erfolges in der irischen Pro-Lissabon-Kampagne kam er nicht zum Zuge und konzentriert sich politisch auf die Arbeit als Präsident der Europäischen Bewegung. Im September 2010 war er an der Gründung der Spinelli-Gruppe beteiligt, die sich für den europäischen Föderalismus einsetzt. 2011 wurde er von Jo Leinen im Amt abgelöst. Im Juni 2012 wurde Cox vom Europäischen Parlament beauftragt, den Strafprozess gegen Julija Tymoschenko in der Ukraine zu beobachten.

## Auszeichnungen
- 2004: Karlspreis
- 2002: Großkreuz des Sterns von Rumänien
- 2004: Großkreuz des Verdienstordens der Italienischen Republik
- 2004: Großkreuz des Drei-Sterne-Ordens
- 2005: Orden des Marienland-Kreuzes I. Klasse
- 2010: Großes Goldenes Ehrenzeichen mit dem Stern für Verdienste um die Republik Österreich[4]